# Laura
Laura ist ein weiblicher Vorname und eine Kurzform von Laurentia, dem Pendant zu dem männlichen lateinischen Vornamen Laurentius, der „aus der Stadt Laurentum“ bedeutet, aber in Anlehnung an laurus „Lorbeer“ umgedeutet wurde zu „lorbeerbekränzt“.

## Namenstag
- 22. Januar (nach Laura Vicuña)
- 19. Oktober (nach Laura von Córdoba)

## Verbreitung
Die außerordentliche Beliebtheit des Namens seit dem Ausgang des Mittelalters verdankt sich dem Einfluss des italienischen Dichters Francesco Petrarca, der in seinem Canzoniere die Liebe zu einer unerreichbaren, ab der Mitte des Werks auch durch den Tod unerreichbar gewordenen Geliebten namens Laura besingt und durch dieses Werk die Liebesdichtung und Liebesauffassung in ganz Europa für die folgenden Jahrhunderte nachhaltig prägte.
Nachdem der Name in der ersten Hälfte des 20. Jahrhunderts in Deutschland seltener vergeben wurde, erlebt er Ende der 1970er-Jahre einen starken Popularitätsanstieg. Seit den 1990er-Jahren war er bereits oft unter den zehn am häufigsten vergebenen weiblichen Vornamen.

## Varianten
- Laure, Laurence (französisch)
- Laureen, Lauren, Laurie, Lauryn (englisch)
- Lauretta (italienisch)
- Lora, Lore, Lorena, Loretta, Lorissa
- Lourene

## Bekannte Namensträgerinnen

### Laura
- Laura Adriani (* 1994), italienische Schauspielerin
- Laura Allen (* 1974), US-amerikanische Schauspielerin
- Laura Allen (* 1986), britische Maskenbildnerin
- Laura Angel (* 1974), tschechische Sängerin und Fotomodel
- Laura Anglade (* um 1995), französisch-amerikanische Jazzsängerin
- Laura Antonelli (1941–2015), italienische Schauspielerin
- Laura Ashley (1925–1985), walisische Designerin
- Laura Clifford Barney (1879–1974), US-amerikanische Autorin
- Laura Bertram (* 1978), kanadische Schauspielerin
- Laura Biagiotti (1943–2017), italienische Designerin
- Laura Bono (* 1979), italienische Musikerin und Komponistin
- Laura Branigan (1952–2004), US-amerikanische Sängerin
- Laura Brent (* 1988), australische Schauspielerin
- Laura Bush (* 1946), US-amerikanische First Lady
- Laura Chinchilla (* 1959), costa-ricanische Politikwissenschaftlerin und Politikerin, Staatspräsidentin 2010–14
- Laura Cordani, san-marinesische Fußballschiedsrichterassistentin
- Laura Dahlmeier (1993–2025), deutsche Biathletin
- Laura Dale, britische Schauspielerin
- Laura Dern (* 1967), US-amerikanische Schauspielerin
- Laura Eßer (* 1993), deutsche Fußballspielerin
- Laura Ester (* 1990), spanische Wasserballspielerin
- Laura Feiersinger (* 1993), österreichische Fußballspielerin
- Laura Anne Gilman (* 1967), US-amerikanische Autorin
- Laura Grigori, französisch-rumänische Informatikerin und Mathematikerin
- Laura van der Heijden (* 1990), niederländische Handballspielerin
- Laura Henschel-Rosenfeld (1857–1944), österreichische Erzieherin und Philanthropin
- Laura Hernández (* 1995), spanische Leichtathletin
- Laura Hernández (* 1997), spanische Handballspielerin
- Laura Imbruglia (* 1983), australische Sängerin und Gitarristin
- Laura James (* 1990),  US-amerikanische Schauspielerin und Modell.
- Laura Janner-Klausner (* 1963), britische Rabbinerin
- Laura Jansen (* 1977), US-amerikanisch-niederländische Sängerin
- Laura Kampf (* 1983), DIY-Youtuberin
- Laura Karasek (* 1982), deutsche Autorin, Fernsehmoderatorin und Rechtsanwältin
- Laura Karpman (* 1959), US-amerikanische Komponistin und Hochschullehrerin
- Laura Kelly (* 1950), US-amerikanische Politikerin
- Laura Michelle Kelly (* 1981), britische Schauspielerin und Sängerin
- Laura Lange (1868–1953), deutsche Malerin, Grafikerin und Kunsthandwerkerin
- Laura Lange (* 1972), deutsche Fernsehjournalistin und Moderatorin
- Laura Lima (* 1971), brasilianische Künstlerin
- Laura Linney (* 1964), US-amerikanische Schauspielerin
- Laura Marano (1995), US-amerikanische Schauspielerin
- Laura Marholm, eigentlich Laura Mohr (1854–1928), deutsch-baltische Autorin
- Laura Martínez (* 2004), kolumbianische Leichtathletin
- Laura Carola Mazirel (1907–1974), niederländische Juristin und Widerstandskämpferin
- Laura Meschede (* 1994), deutsche Journalistin
- Laura Moylan (* 1983), australische Schachspielerin
- Laura Müller (Laura Marie Müller; * 1995), deutsche Leichtathletin
- Laura Müller (* 2000), deutsches It-Girl
- Laura de Noves (1310–1348), französische Adlige
- Laura Nyro (1947–1997), US-amerikanische Sängerin und Songautorin
- Laura von Oelbermann (1846–1929), deutsche Mäzenin
- Laura Osswald (* 1982), deutsche Schauspielerin und Fotomodell
- Laura Pausini (* 1974), italienische Sängerin
- Laura Pooth (* 1978), deutsche Lehrerin und Gewerkschaftsfunktionärin
- Laura Prepon (* 1980), US-amerikanische Schauspielerin
- Laura Richardson (* 1962), amerikanische Politikerin
- Laura J. Richardson (* 1963), amerikanische Soldatin (Viersternegeneral)
- Laura Rogule (* 1988), lettische Schachspielerin
- Laura Schneider (* 1979), deutsche Sängerin und Schauspielerin
- Laura Sieger (* 2000), deutsche Fußballtorhüterin
- Laura Tonke (* 1974), deutsche Schauspielerin
- Laura Toxværd (* 1977), dänische Jazzmusikerin
- Laura Unuk (* 1999), slowenische Schachspielerin
- Laura de la Uz (* 1970), kubanische Schauspielerin
- Laura Vandervoort (* 1984), kanadische Schauspielerin
- Laura Verlinden (* 1984), belgische Film- und Theaterschauspielerin
- Laura Wallner (* 1998), österreichische Freestyle-Skierin
- Laura Whitmore (* 1985), irische Moderatorin und Schauspielerin
- Laura Wilde (* 1989), deutsche Schlagersängerin
- Laura Wontorra (* 1989), deutsche Fernsehmoderatorin
- Laura Ziskin (1950–2011), US-amerikanische Filmproduzentin
- Laura Zolper (* 2001), deutsche Basketballspielerin

### Laure
- Laure de Clermont-Tonnerre (* 1983), französische Schauspielerin
- Laure Gardette (* 1969), französische Filmeditorin
- Laure Gauthier (* 1972), französische Schriftstellerin und Dichterin
- Laure Koléla (* 1991), kongolesische Fußballspielerin
- Laure Pester, eigentlicher Name von Lorie Pester (* 1982), französische Sängerin und Schauspielerin
- Laure Wyss (1913–2002), Schweizer Schriftstellerin

### Lauryn
- Lauryn Canny (* 1998), irische Schauspielerin
- Lauryn Hill (* 1975), US-amerikanische Rapperin und Singer-Songwriterin
- Lauryn John-Baptiste (* 1999), britische Tennisspielerin
- Lauryn Williams (* 1983), US-amerikanische Sprinterin

## Als Familienname
- Carlos di Laura (* 1964), peruanischer Tennisspieler
- Cinta Laura (* 1993), deutsch-indonesische Schauspielerin, Sängerin und Model
- Massimo Laura (* 1957), italienischer Konzertgitarrist